# Мистецтво періоду переселення

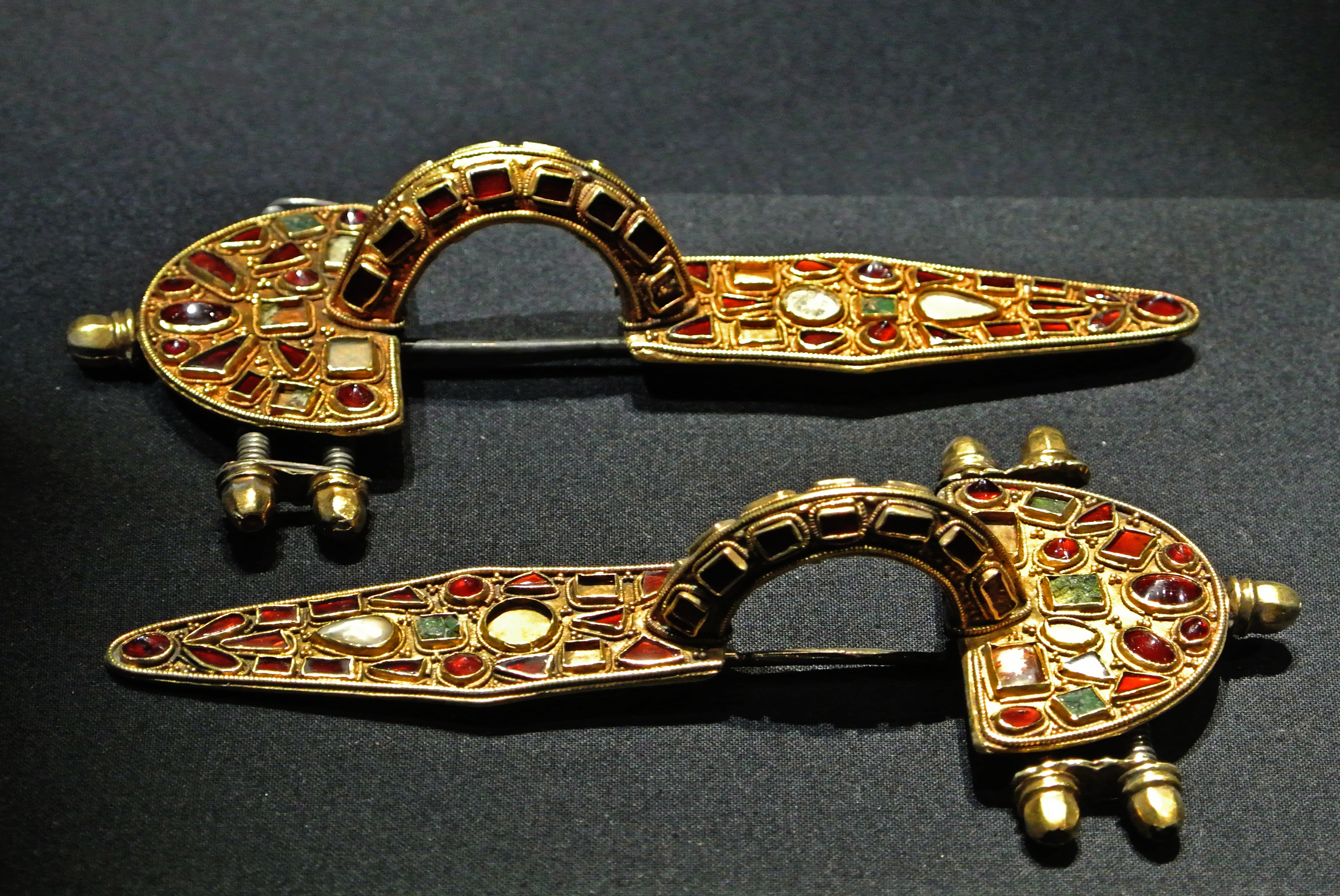
Германські фібули, початок V сторіччя

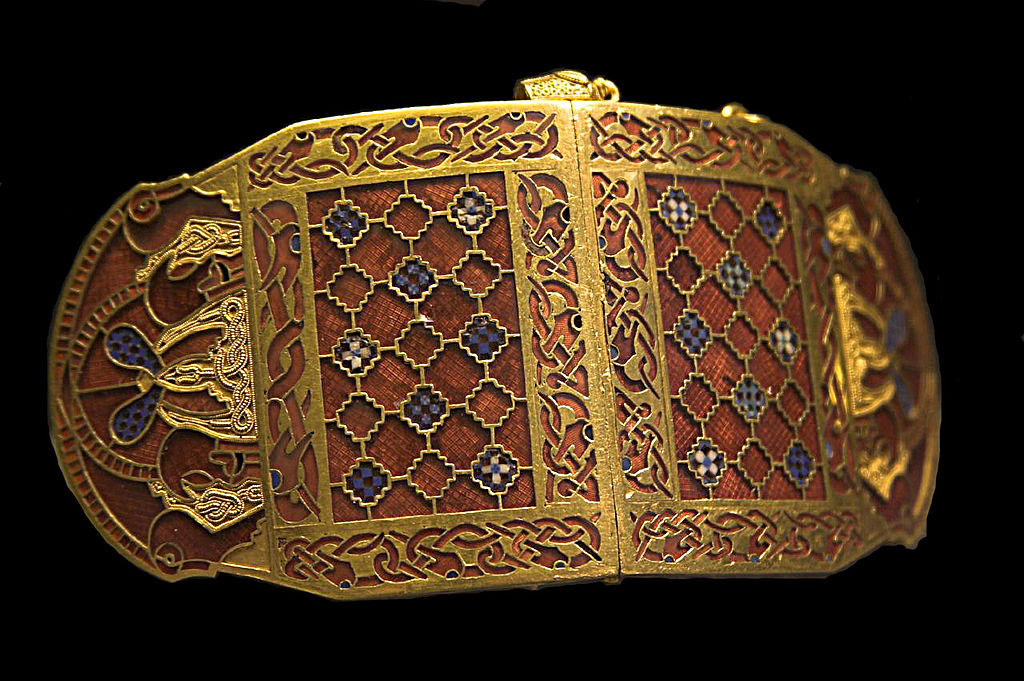
Наплічник

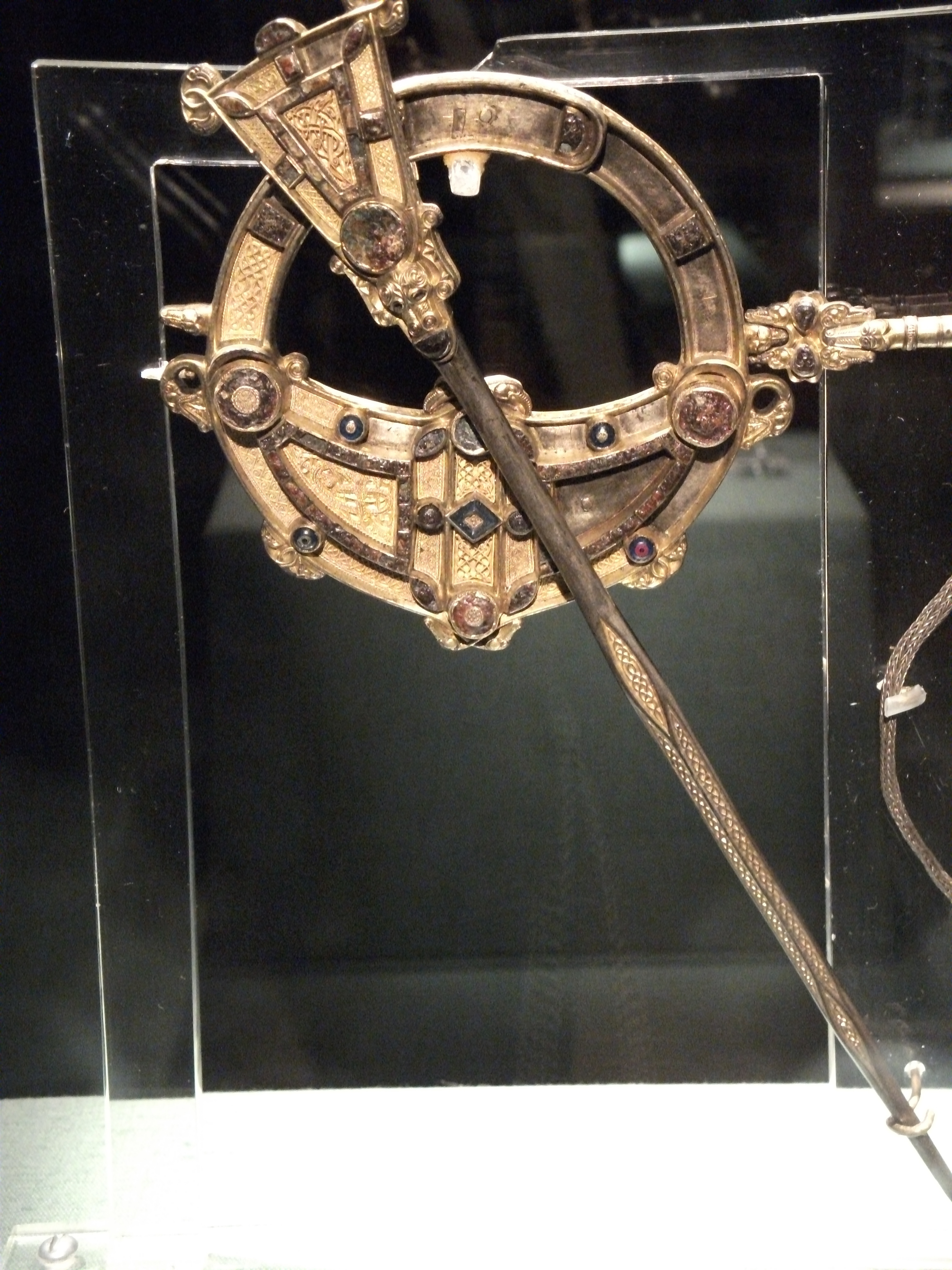

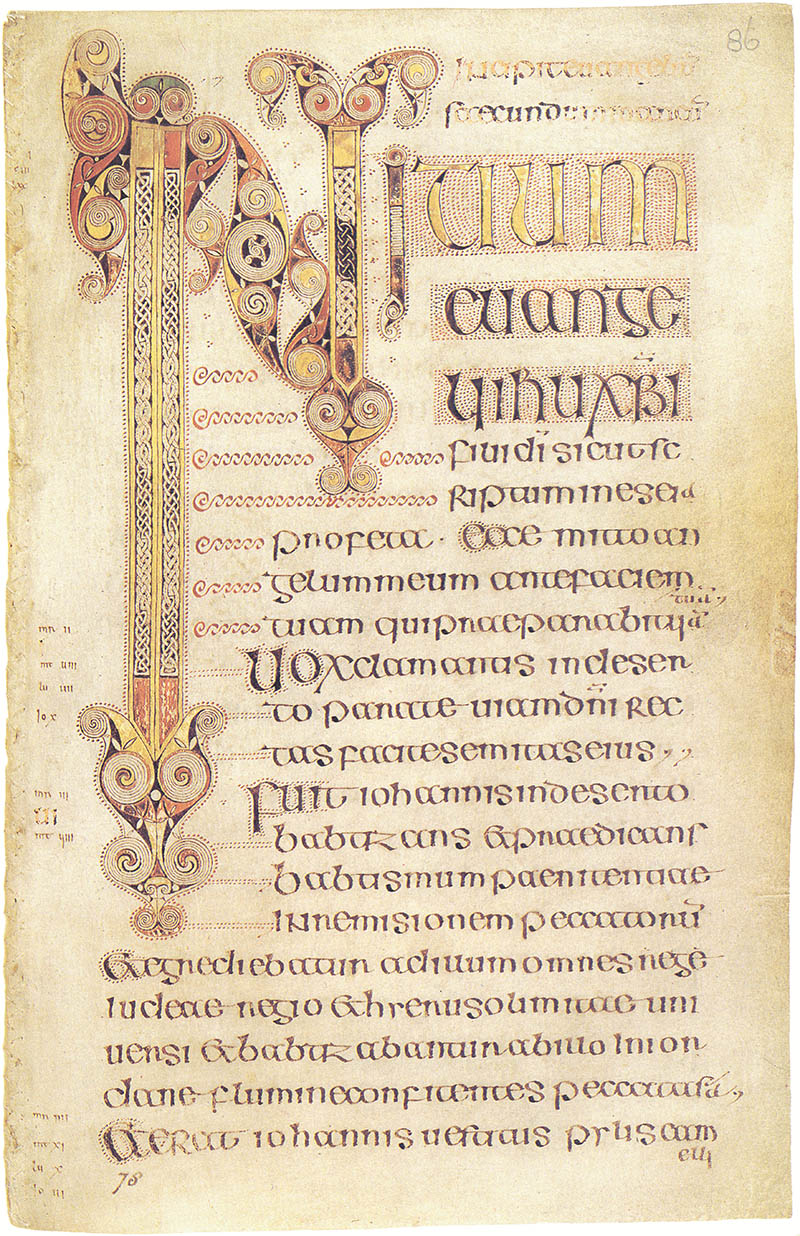

Мисте́цтво пері́оду переселення (альтернативні назви — мистецтво германців чи мистецтво варварів) — це мистецтво германців під час Великого переселення народів (бл.300–600 рр.н. е.). Воно охоплює багато різних стилів, основними з яких є поліхромний стиль та звіриний стиль. Після християнізації, мистецтво періоду переселення поступово розвинулось у різні школи мистецтва Раннього Середньовіччя в Західній Європі, які часто класифікуються за регіоном, наприклад острівне мистецтво (далі розвилось в Англосаксонське мистецтво) та Каролінзьке мистецтво, і після яких поширились загальноконтинентальні стилі Романське мистецтво та врешті-решт готика.

## Історія
В III сторіччі Римська імперія майже розпалась, а її армія за складом ставала все більш германською. Тому коли в IV сторіччі гуни тиснули на германців зі сходу, вони перейшли кордон імперії на захід та оселились в ній. Вестготи оселились в Італії, а потім і в Іспанії, на півночі франки заселили Галлію та західну Німеччину, а в V сторіччі скандинави англи, сакси та юти вторгнулися у Британію. На кінець VI сторіччя Західна Римська імперія була майже повністю заміщена меншими за розміром та менш політично організованими, але досить могутніми германськими королівствами.
І хоча ці королівства ніколи не були гомогенними, вони мали спільні культурні риси. Вони оселилися на нових землях та стали фермерами та рибаками. Археологічні дослідження та свідчення вказують, що традиція монументальних виробів мистецтва (тобто архітектура чи велика скульптура з витривалих матеріалів) не існувала, натомість надавалася перевага «рухомому» мистецтву для особистого споживання, часто з практичною функцією — зброя, збруя для коней, знаряддя праці, ювелірні прикраси — застібки для одягу. Германське мистецтво, що збереглося до нашого часу, — майже все носильне, рухоме та до переходу в християнство ховалось разом з власником. Більша частина мистецтва з органічних матеріалів вочевидь не збереглась.

## Стилі
Основними стилями в германському мистецтві є поліхромний стиль, який зародився у готів, які поселились довкола Чорного моря, та звіриний стиль, що був поширений у Скандинавії, Північній Німеччині та Англії.

### Поліхромний стиль
Протягом II сторіччя готи на території між Чорним морем та Каспієм відкрити смак до золотих фігурок та предметів, інкрустованих коштовним камінням. Цей стиль був запозичений у скіфів та сарматів, отримав певні греко-римські впливи, а також був популярний у гунів. Можливо найбільш відомі його приклади у П'єтроасельському скарбі IV сторіччя (Румунія). Скарб належав до Черняхівської культури і містив предмети в поліхромному стилі (збереглося 12 з 22) з різними впливами — китайської династії Хань, держави Сасанідів, елліністичними та германськими. Серед них і велику брошу у формі золотого орла (фото). Мотив орла запозичений зі Східної Азії та є результатом участі предків готів у імперії гунів, як і готична поліхромна пряжка ременя у формі голови орла (фото) з південної Росії.
Готи принесли цей стиль до Італії, південної Франції та Іспанії. Одним з відомих прикладів є остготська фібула у формі орла з Чезени, Італія, що зараз зберігається у музеї в Нюрнбергу. Інший приклад — вестготська поліхромна вотивна корона (фото) Реккесвінта, короля Толедо, з Гуарразарського скарбу (бл.670 р.н. е.), знайденого біля Толедо. Популярність та поширення цього стилю також підтверджується знахідкою поліхромного меча (picture) у похованні франкського короля Хільдеріка I (помер бл.481 р.), досить далеко на північ від Альп.

### Звіриний стиль
Вивчення північноєвропейського або «германського» зооморфічного орнаментування було розпочато шведом Бернхардом Саліном, а результати викладені в його роботі 1904 року, Він визначив період звіриного мистецтва від бл. 400 до 900 року та поділив його на три фази: Стилі I, II та III. Суперечка щодо походження цих різних фаз ще триває: з одного боку, вважається що вони виникли як тренди народного мистецтва в пізньоримських провінціях, з іншого — що вони є продовженням більш давніх традицій кочових народів азійських степів. Перші два стилі були широко поширені по Європі у мистецтві періоду переселення «варварських» народів.
Стиль I вперше з'явився в у північно-західній Європі та виокремився у новий стиль при запровадженні техніки різьблення або карбування по бронзі та сріблу в V сторіччі. Він характеризується зображеннями тварин, чиї тіла поділені на секції, та типово з'являються на каймі дизайнів (малюнків), чий основний наголос — на абстрактних візерунках.

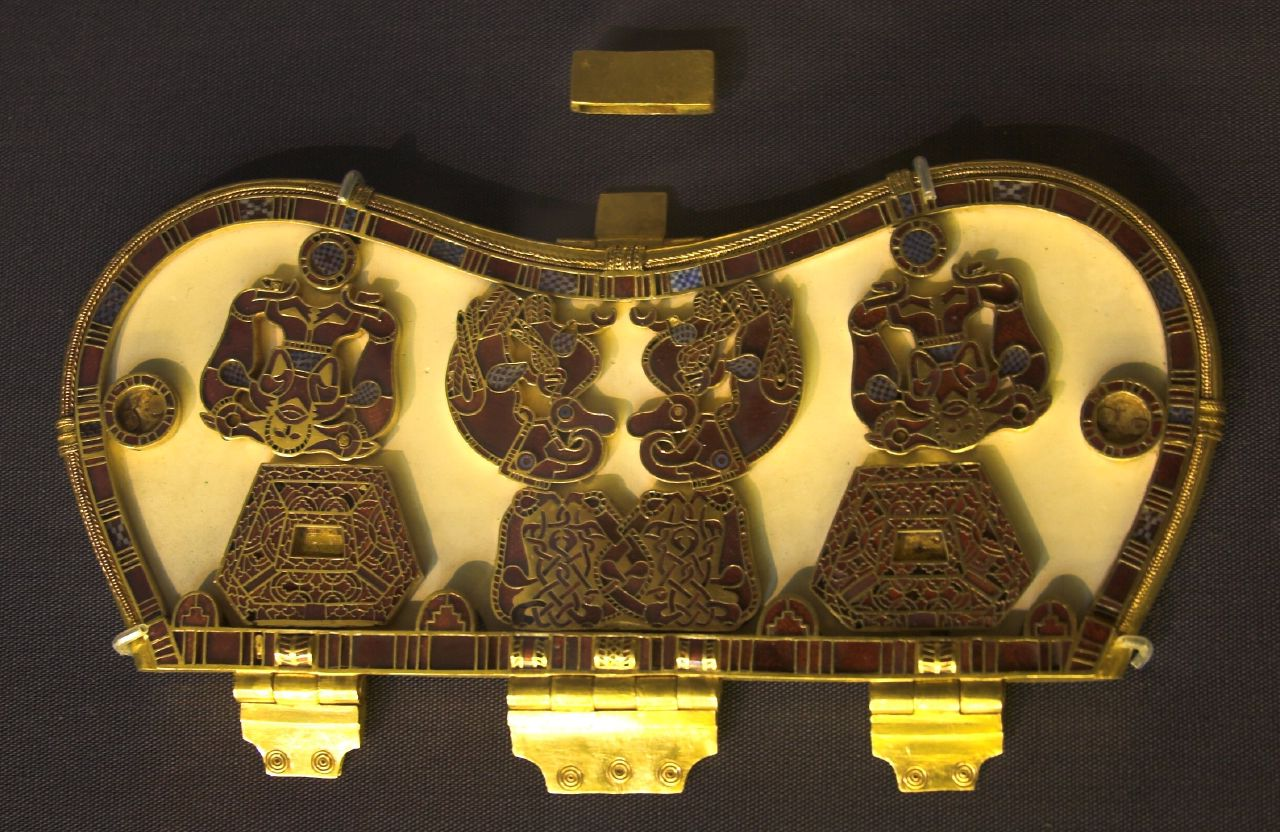
Кришка гаманця з Саттон Ху, бл. 625, — приклад звіриного стилю II (протистояння тварин)

Стиль II виник після занепаду стиля I десь в 560–570 рр. Він характеризується зображенням цілих тварин, але їх тіла видовжені у «стрічки», що переплетені у симетричні форми без зважання на натуралізм. Фігури також рідко мають ноги, тому їх часто описують як змій, незважаючи на те, що голови у них інших тварин. Тварина наче поглинається орнамнетальними візерунками, часто за рахунок використання техніки сплетіння та мотиву протистояння тварин.
Після 700 почали розвиватися місцеві стилі і про загальногерманський стиль вже мова не йде: стиль III в класифікації Саліна існував переважно в Скандинавії, а його розвиток часто називають мистецтвом вікінгів або північним мистецтвом.

### Вплив християнства на занепад стилю
Християнська церква в ранній період переселення виступала єдиним понаднаціональним утворенням в Європі після розпаду Римської імперії: вона була певним об'єднавчим елементом та єдиною інституцією, яка могла зберегти залишки античної цивілізації. По мірі просування християнизації германських племен у західній Європі, церква ставала основним покровителем мистецтва, замовляючи ілюміновані манускрипти та інші літургійні предмети. З огляду на це відбувалось постійне зменшення впливу германського мистецтва та збільшення середземноморського впливу (античних елементів). Цей процес відбувався з півдня на північ — найшвидше у готів Італії та Іспанії, найпізніше на півночі Європи. Наприклад, у меровінзькому Геласіанському сакраментарії VIII ст. вже не має жодних елементів стилю II, натомість використовуються середземноморські стилізовані риби для створення буквиць розділів.